# تی-۲۶
تی ۲۶ یک تانک سبک متعلق به ارتش سرخ بود. از این تانک در تهاجم شوروی به منچوری، جنگ داخلی اسپانیا، جنگ دوم چین و ژاپن، جنگ زمستان، درگیری‌های مرزی شوروی و ژاپن، جنگ جهانی دوم، اشغال ایران در جنگ جهانی دوم و جنگ داخلی چین استفاده شد. این تانک در بیشتر نبردهای دهه ۱۹۳۰ استفاده شد. تی-۲۶ به تعداد ۱۱۰۰۰ عراده تولید شد و تا هنگام معرفی سلاح‌های جدید و پیشرفته‌تر ضد زره، تانک موفقی بود. شوروی طی دههٔ ۱۹۳۰، توانست ۵۳ گونه خودروی نظامی از جمله تانک‌های مهندسی و فنی، تانک‌های هدایت از راه دور، تانک‌های آتش‌افکن و نفربر زره‌پوش بر پایهٔ این تانک، تولید کند.